# Roccella
Roccella DC. é um género liquenizado de fungos pertencentes à família Roccellaceae.